# Bulgaria en los Juegos Olímpicos de Helsinki 1952
Bulgaria estuvo representada en los Juegos Olímpicos de Helsinki 1952 por un total de 63 deportistas que compitieron en 8 deportes.  
El portador de la bandera en la ceremonia de apertura fue el boxeador Boris Nikolov.

## Medallistas
El equipo olímpico búlgaro obtuvo las siguientes medallas:
| Nombre        | Deporte | Competición     |
| ------------- | ------- | --------------- |
| Oro           |         |                 |
| —             |         |                 |
| Plata         |         |                 |
| —             |         |                 |
| Bronce        |         |                 |
| Boris Nikolov | Boxeo   | Medio (75 kg) M |